# Graham Fenton (voetballer)
Graham Anthony Fenton (Whitley Bay, 22 mei 1974) is een Engels voormalig voetballer die bij voorkeur als aanvallende middenvelder speelde. Fenton won de League Cup met Aston Villa in 1994. Hij was een jeugdproduct van Aston Villa, maar slaagde daar niet. Hij kwam voorts uit voor Blackburn Rovers en Leicester City. 

## Clubcarrière

### Aston Villa
Fenton maakte zijn debuut als profvoetballer in 1992 onder manager Ron Atkinson bij Aston Villa, waar hij doorstroomde vanuit de jeugd. Hij beleefde zijn absolute hoogtepunt op 27 maart 1994, toen hij aan de aftrap verscheen voor de finale van de League Cup. Aston Villa versloeg Manchester United met 3-1. Een onverwacht geselecteerde Fenton speelde de hele wedstrijd. Aston Villa leende Fenton dat jaar nochtans uit aan West Bromwich Albion, maar de middenvelder keerde vroeger terug. Hij scoorde bij West Brom drie keer uit zeven wedstrijden. Pas bij deze club maakte Fenton zijn competitiedebuut. 

### Blackburn Rovers
In november 1995, nadat hij geen basisplaats kon afdwingen bij Villa, maakte Fenton de overstap naar Blackburn Rovers - dat een jaar eerder landskampioen werd. Zijn kansen in het eerste elftal waren schaars omdat hij stevige concurrentie kreeg van prijsschutters als Alan Shearer, Chris Sutton en Kevin Gallacher. Gedenkwaardig is zijn invalbeurt voor de eigen aanhang op Ewood Park tegen de toenmalige titelpretendenten Newcastle United op 8 april 1996. Fenton viel in voor Mike Newell en scoorde twee keer, in minuut 86 en minuut 89. Blackburn stond voor zijn intrede met 0–1 in het krijt doordat Newcastle-middenvelder David Batty met nog een kwartier te spelen de score had geopend.
Op 17 augustus 1996 mocht Fenton starten tegen Tottenham Hotspur op de eerste speeldag van het seizoen 1996/1997. In een duel met Spurs-aanvoerder Gary Mabbutt, trapte Fenton onschuldig tegen het leer toen Mabbutt op hetzelfde moment het gevaar onschadelijk wilde maken. Mabbutt hield aan de fase een dubbele open beenbreuk over en was daardoor meer dan een jaar out. Fenton scoorde zeven keer voor Blackburn Rovers in anderhalf seizoen bij de club.

### Leicester City
Fenton verhuisde naar Leicester City in 1997 en won er de League Cup in 2000. Het verrassende Tranmere Rovers werd in de finale met 2-1 opzij gezet na een spannend slot en twee doelpunten van Leicester-aanvoerder Matt Elliott. Fenton speelde niet mee en behoorde evenmin tot de wedstrijdselectie. In zijn eerste seizoen, 1997/1998, speelde hij wel 23 competitiewedstrijden in de Premier League, maar later kwam Fenton minder aan spelen toe. 

### Latere carrière
Na het seizoen 1999/2000 verliet Fenton Leicester City en tekende bij het Schotse St. Mirren, na uitleenbeurten aan achtereenvolgens Walsall en Stoke City. Bij die laatste twee clubs maakte Fenton telkens één competitiedoelpunt. 
In de loondienst van St. Mirren scoorde hij twee keer uit 26 competitiewedstrijden. Hij kwam ook uit voor Darlington in de Engelse vierde klasse, dat hem huurde van Blackpool.
Na twee seizoenen bij Blackpool zette Fenton een punt achter zijn profcarrière in 2003. 
Fenton beëindigde zijn spelerscarrière op amateurniveau, in 2010. Hij werd assistent-trainer bij amateurclub North Shields, de club waar hij definitief stopte met voetballen. 

## Erelijst
| Competitie     |             |             |
| Competitie     | Aantal      | Jaren       |
| Aston Villa    | Aston Villa | Aston Villa |
| -------------- | ----------- | ----------- |
| League Cup     | 1×          | 1993/94     |
| Leicester City |             |             |
| League Cup     | 1×          | 1999/00     |